# Vilhelmina landskommun
Vilhelmina landskommun var en tidigare kommun i Västerbottens län. Kommunkod 1952-1964 var 2424.

## Administrativ historik
När 1862 års kommunalförordningar trädde i kraft den 1 januari 1863 gällde detta inte socknarna i Lappland. Först den 1 januari 1875 bildades Vilhelmina landskommun i Vilhelmina socken när kommunalförordningarna började gälla även där.
Den 23 mars 1917 inrättades Vilhelmina municipalsamhälle inom kommunen. Den 1 januari 1947 bröts sedan municipalsamhället ut ur kommunen för att bilda Vilhelmina köping.
Kommunreformen 1952 påverkade inte indelningarna i området, då varken Västerbottens eller Norrbottens län berördes av reformen.
Den 1 januari 1957 överfördes från Vilhelmina köping till Vilhelmina landskommun ett område med 68 invånare och omfattande en areal av 0,37 km², varav allt land.
Den 1 januari 1965 uppgick landskommunen i Vilhelmina köping. Sedan 1971 tillhör området den nya Vilhelmina kommun.

### Judiciell tillhörighet
I judiciellt hänseende tillhörde landskommunen först Västerbottens södra domsaga, och från 1884 Västerbottens västra domsaga. Landskommunen tillhörde Åsele lappmarks tingslag fram till den 1 januari 1922, då Vilhelmina landskommun och Dorotea landskommun bröts ut för att bilda Vilhelmina tingslag. Återförening med Åsele tingslag skedde 1 januari 1948 i det nya Åsele och Vilhelmina tingslag.

### Kyrklig tillhörighet
I kyrkligt hänseende tillhörde landskommunen Vilhelmina församling, som den 1 maj 1923 delades upp på kyrkobokföringsdistrikten Dikanäs och Vilhelmina. 1 januari 1947, efter utbrytningen av Vilhelmina köping, var församlingen och Vilhelmina kyrkobokföringsdistrikt delat på landskommunen och köpingen. 1 januari 1962 tillkom kyrkobokföringsdistrikten Latikberg och Saxnäs genom utbrytning ur Vilhelmina kyrkobokföringsdistrikt.

## Kommunvapnet
Blasonering: I blått fält under en krona två av vågskuror bildade bjälkar, allt av silver.
Detta vapen fastställdes av Kungl. Maj:t den 15 september 1950. Se artikeln om Vilhelmina kommunvapen för mer information.

## Geografi
Vilhelmina landskommun omfattade den 1 januari 1952 en areal av 8 695,16 km², varav 8 074,52 km² land.

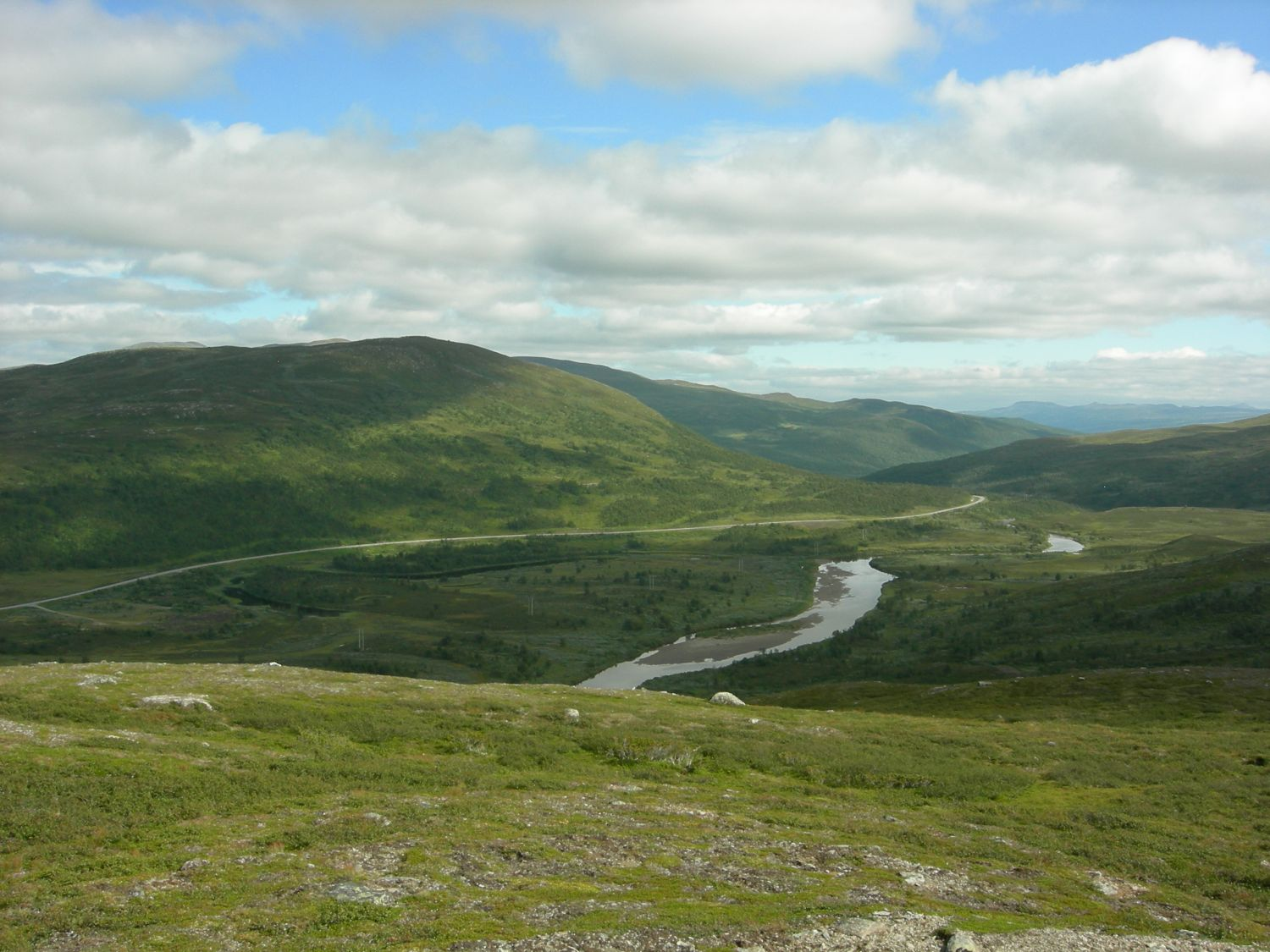
Vildmarksvägen mellan Stekenjokk och Klimpfjäll.

### Tätorter i kommunen 1960
| Tätort    | Folkmängd |
| --------- | --------- |
| Dikanäsa  | 314       |
| Nästansjö | 235       |
| Skansholm | 201       |

Tätortsgraden i kommunen var den 1 november 1960 9,0 procent.

## Politik

### Mandatfördelning i valen 1938-1962
|  | 18 | 3 | 7 |  |

| 30 |

| 16 | 4 | 8 | 2 |

| 28 |

|  | 16 | 5 | 8 |

| 28 |

| 17 | 4 | 9 |

| 29 |

| 17 | 4 | 9 |

| 29 |

| 16 | 6 | 7 |  |

| 29 |

| 18 | 5 | 7 |

| 29 |

### Fotnoter
1. ↑  SCB: Femårsberättelse för Västerbottens län 1871-1875
2. 1 2   (PDF) Folkräkningen den 31 december 1950, I, Areal och folkmängd inom särskilda förvaltningsområden m.m., Tätorter. Stockholm: Statistiska centralbyrån. 1952-05-19. sid. 6* & 118. Arkiverad från originalet den 1 oktober 2014. https://www.webcitation.org/6T09ZkyrB?url=http://www.scb.se/Grupp/Hitta_statistik/Historisk_statistik/_Dokument/SOS/Folkrakningen_1950_1.pdf. Läst 9 oktober 2014 Arkiverad 29 oktober 2013 hämtat från the Wayback Machine.
3. ↑   (PDF) Folkräkningen den 1 november 1960, I, Folkmängd inom kommuner och församlingar efter kön, ålder, civilstånd m.m.. Stockholm: Statistiska centralbyrån. 1965-09-30. sid. 60. Arkiverad från originalet den 15 juli 2015. https://www.webcitation.org/6a1zkRbkC?url=http://www.scb.se/Grupp/Hitta_statistik/Historisk_statistik/_Dokument/SOS/Folkrakningen_1960_01.pdf. Läst 26 december 2014 Arkiverad 14 oktober 2013 hämtat från the Wayback Machine.
4. ↑  Andersson, Per (1993). Sveriges kommunindelning 1863–1993. Mjölby: Draking. Libris 7766806. ISBN 91-87784-05-X
5. ↑  ”Svenska Heraldiska Föreningens vapendatabas”. Arkiverad från originalet den 18 oktober 2012. https://web.archive.org/web/20121018011750/http://databas.heraldik.se/index.php. Läst 13 november 2010.
6. ↑  SCB Folkräkningen 1960 del 2 Arkiverad 24 september 2015 hämtat från the Wayback Machine. sida 45 i pdf:en
7. ↑  SCB Folk- och bostadsräkningen 1965 del 2 sida 145 i pdf:en

- Se kartdata överlagrat på OSM (Kartdata)